# Scharawyn Gungaadordsch

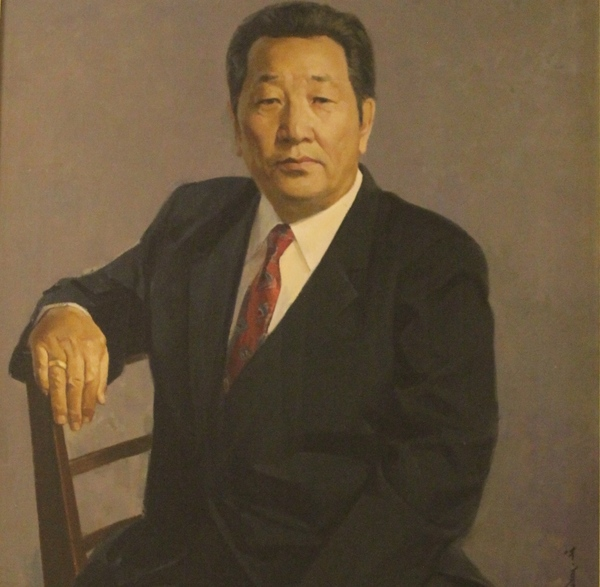
Scharawyn Gungaadordsch 1990 als Premierminister

Scharawyn Gungaadordsch (mongolisch Шаравын Гунгаадорж; * 1935) ist ein Politiker der Mongolei und war der 15. Premierminister der Mongolei (Vorsitzender des Ministerrates) vom 21. März bis zum 11. September 1990.

## Leben
Gungaadordsch wurde 1935 im Ichchet-Sum im Dorno-Gobi-Aimag geboren. Er studierte an der Russischen Staatsuniversität für Agronomie in Moskau mit einem Doktortitel in Agronomie und ist Mitglied der Mongolischen Akademie der Wissenschaften. Er ist verheiratet und hat drei Kinder.
Bevor er Premierminister wurde, war er dreimal Mitglied des Großen Staats-Churals, Minister für Landwirtschaft sowie Botschafter der Mongolischen Volksrepublik in Nordkorea und in Kasachstan.
In der seit 1992 demokratischen Mongolei hatte er von 2000 bis 2004 wieder einen Sitz im Parlament inne, als Vertreter des Wahlbezirks 33 im Selenge-Aimag. Während dieser Zeit war er ebenfalls Vorsitzender der ständigen Kommission zu Umwelt und landwirtschaftlicher Entwicklung.
Seit 1997 ist Gungaadordsch Direktor der Firma Agropro.